# Steliana Nistor
Steliana Nistor (Sibiu, 15 de setembro de 1989) é uma ex-ginasta romena, que integrou a equipe romena de ginástica artística durante sete anos.
Entre seus principais campeonatos e conquistas estão os Mundias de Ginástica, as Olimpíadas e os Campeonatos Europeus. Em todas estas competições, Steliana saiu como medalhista. Ao lado de Sandra Izbasa, Stela era considerada líder da equipe romena. Em setembro de 2008, a ginasta anunciou sua aposentadoria, aos dezenove anos.

## Biografia
Steliana Nistor é a filha caçula de Dimitru e Steliana Nistor, que não mais são casados. Seus irmãos, pouco mais velhos que ela, chamam-se Marian e Bogdan Nistor.
Em princípio, a vontade da menina não era seguir na modalidade artística. Contudo, debaixo do apoio e do encorajamento dos pais, Stela tornou-se uma atleta. Na época em que iniciava seus treinamentos, seus amigos e companheiros de equipe começaram a chamá-la de Steluta (pequena estrela), apelido pelo qual ainda é conhecida em seu país.
Nistor conciliava suas apresentações em campeonatos com sua vida acadêmica. Enquanto disputava e ganhava medalhas, estudava e tirava boas notas na escola. Em seu tempo livre, Steliana gosta de dividir seus hobbies com sua amiga e ex-companheira de equipe, Sandra Izbasa. Steliana se considera grande admiradora da ginasta norte-americana Nastia Liukin e da francesa Emilie Le Pennec.

## Carreira
Steliana começou sua carreira em 1993, aos quatro anos, sob os cuidados da medalhista olímpica de 1984, a romena Mihaela Stanulet, no ginásio CSS Sibiu. Pouco tempo depois, seu “primeiro” treinador foi Raluca Bugner.
Em 2001, a jovem entrou para a elite junior do país, já treinando em Deva com a equipe nacional, sob o auxílio de  Nicolae Forminte. E em 2006, a ginasta já competia na categoria sênior da Romênia. Seus principais aparelhos são as barras assimétricas.

### ROM Júnior
A primeira competição de que Steliana participou profissionalmente foi em 2001, no Campeonato Romeno Júnior III. Nele, a jovem conquistou suas primeiras medalhas de ouro, vencendo no individual geral, nas barras assimétricas e na trave. Neste mesmo campeonato, ela ainda conquistou uma medalha de bronze no solo.
No ano seguinte, mudando a subcategoria, a ginasta não repetiu os resultados anteriores e terminou apenas na quarta colocação do individual geral. Em 2003, na Cefta Cup, Steliana voltou a ocupar o primeiro lugar no pódio na disputa do individual geral. Já na Siska Cup, realizada no mesmo ano, ela conquistou uma medalha de prata no all around, uma de bronze no salto, duas de ouro – na trave e no solo – e um quinto lugar em seu aparelho favorito, as assimétricas.
Encerrando o ano na competição triangular júnior, a Romênia vs. Hungia vs Ucrânia, a primeira a nível internacional de que participava, Stela foi a primeira colocada no indidual geral e na disputa por equipes.
Em 2004, no Campeonato Europeu Júnior, a jovem ginasta novamente obteve bons resultados. Agora, competindo em nível continental, Stela novamente conquistava a medalha de ouro no concurso geral. Sua outra primeira colocação na disputa veio no solo. Nesta competição, ela ainda foi a segunda colocada no salto e por equipes. Ao fim do ano, no Campeonato Nacional Romeno Júnior, Nistor ganhou outra medalha de ouro no individual geral. Empatada na trave, ela conquistou mais uma primeira posição. Ao fim da competição, das cinco medalhas de ouro disputáveis, Stela conquistou as cinco.
Encerrando sua passagem pela categoria, em 2005, Nistor competiu na Copa Chunichi, onde mais uma vez venceu o all around. Outra medalha de ouro veio nas barras assimétricas e, para encerrar, uma de prata no solo.

### ROM Sênior
Em sua estreia na categoria sênior romena, em 2006, Stela participou do Campeonato Nacional Romeno, onde terminou em segundo lugar no individual geral e em primeiro nas barras assimétricas e na trave. Já em seu primeiro Campeonato Europeu da categoria, seu resultado não fora pessoalmente satisfatório, saindo da competição apenas com a medalha de prata por equipes.
No ano seguinte, nesses mesmos campeonatos, Stela voltou à primeira posição do concurso geral. Em se tratando da competição nacional de 2007, a ginasta conquistou também um ouro nas assimétricas, uma prata na trave e duas medalhas de bronze – no solo e por equipes (clube). Já na internacional, encerrou sua participação com o terceiro lugar na trave e a medalha de prata nas assimétricas. Por fim, em 2008, novamente na competição nacional, Nistor novamente saiu com medalhas – três ouros, uma prata e um bronze. A primeira veio na disputa do individual geral, no qual ficou com o primeiro lugar. Em seguida, vieram as disputas individuais por aparelhos, onde terminou com o ouro no salto e nas barras assimétricas. Na trave e no solo, ficou com um bronze e uma prata, respectivamente, atrás de sua companheira de equipe, Izbasa. Neste mesmo ano, em sua última participação em campeonatos europeus, Nistor conquistou duas medalhas: Foi ouro por equipes e prata nas barras assimétricas, onde não conseguiu superar a favorita, a russa Ksenia Semenova.
Apesar de a Confederação Romena de Ginástica Artística não ter sido notificada oficialmente, em 25 de setembro de 2008, Stela anunciou sua aposentadoria alegando problemas físicos (dores fortes por todo o corpo) e razões pessoais. Em outubro, a Confederação recebera a notificação do afastamento permanente da ginasta. Mais recentemente, a ex-ginasta iniciou uma faculdade de esporte na Universidade de Sibiu.

## Campeonatos Mundiais de Ginástica Artística
Steliana participou de dois Mundiais, o primeiro deles, na cidade de Aarhus, Dinamarca e o segundo, em Stuttgart, Alemanha.

### Aarhus 2006
Em sua estreia em Mundiais, aos dezessete anos, Steliana representou a Romênia em quatro finais.
A primeira foi por equipes, onde - ao lado de Cristina Elena Chiric, Sandra Izbasa, Daniela Druncea, Florica Leonida e Loredana Sucar - não conseguiu superar a quarta colocação.
Na sequência, veio a final do individual geral. Novamente a ex-ginasta ficara com a quarta posição. Seu score de 59,950 não foi o suficiente para tirar de Izbasa a medalha de bronze. Nas finais individuais por aparelhos, a sétima colocação foi seu melhor resultado: Na trave de equilíbrio, com o somatório de 14,575 e nas barras assimétricas, com o total de 13,975.

### Stuttgart 2007
Nistor disputou em 2007, o Campeonato Mundial, realizado na cidade de Stuttgart, onde conquistou três medalhas.
A primeira delas, veio na disputa por equipes. Ao lado de Catalina Ponor, Sandra Izbasa, Cerasela Patrascu, Daniela Druncea e Andreea Grigore, Stela conquistou a medalha de bronze, atrás das chinesas (primeiras colocadas) e das americanas (medalhistas de prata). Em seguida veio a disputa no individual geral. Com o total de 60,625, Steliana fora apenas superada pela americana Shawn Johnson, medalhista de ouro na disputa. A italiana Vanessa Ferrari e a brasileira Jade Barbosa completaram o pódio empatadas na terceira colocação. Por último, na disputa individual por aparelhos, na trave, Nistor conquistou nova prata, mais uma vez atrás de uma americana, Nastia Liukin. Nas barras assimétricas, seu desempenho a deixou apenas na sexta posição.
Assim, Steliana Nistor deixa os Mundiais com o total de três medalhas conquistadas.

## Jogos Olímpicos

### Pequim 2008
Em sua primeira e única participação olímpica, nos Jogos Olímpicos de Pequim, realizados na China, Nistor conquistou a medalha de bronze na disputa por equipes. Junto a Sandra Izbaşa, Anamaria Tămârjan, Gabriela Drăgoi, Andreea Grigore e Andreea Acatrinei, a equipe romena, fora superada pela equipe chinesa, medalhista de ouro, e pela equipe americana, segunda colocada na competição.
Em outras duas finais nas quais esteve presente, Steliana conquistou a quinta colocação no individual geral e a sétima nas barras assimétricas.
Com uma medalha de bronze, ela encerra sua participação em Jogos Olímpicos.

## Principais resultados
| Ano  | Evento                                    | AA               | Equipe            | Salto sobre o cavalo | Trave             | Barras assimétricas | Solo              |
| ---- | ----------------------------------------- | ---------------- | ----------------- | -------------------- | ----------------- | ------------------- | ----------------- |
| 2004 | Campeonato Nacional Romeno (júnior)       | Medalha de ouro  |                   | Medalha de ouro      | Medalha de ouro   | Medalha de ouro     | Medalha de ouro   |
| 2004 | Campeonato Europeu (júnior)               | Medalha de ouro  | Medalha de ouro   | Medalha de prata     |                   |                     | Medalha de ouro   |
| 2006 | Campeonato Mundial de Ginástica Artística | 4º               | 4º                |                      | 7°                | 7°                  |                   |
| 2006 | Campeonato Europeu                        |                  | Medalha de prata  |                      |                   |                     |                   |
| 2006 | Campeonato Nacional Romeno                | Medalha de prata |                   |                      | Medalha de ouro   |                     |                   |
| 2006 | Copa do Mundo – Glasgow                   |                  |                   | Medalha de ouro      |                   | Medalha de bronze   |                   |
| 2007 | Campeonato Europeu                        | 4º               |                   |                      | Medalha de bronze | Medalha de prata    | 5°                |
| 2007 | Campeonato Mundial de Ginástica Artística | Medalha de prata | Medalha de bronze |                      | Medalha de prata  | 6°                  |                   |
| 2007 | Copa do Mundo – Ghent                     |                  |                   |                      | Medalha de ouro   | Medalha de bronze   | Medalha de ouro   |
| 2007 | Campeonato Nacional Romeno                | Medalha de ouro  |                   | Medalha de bronze    | Medalha de prata  | Medalha de ouro     | Medalha de bronze |
| 2008 | Campeonato Europeu                        |                  | Medalha de ouro   |                      | 6°                | Medalha de prata    |                   |
| 2008 | Campeonato Nacional Romeno                | Medalha de ouro  |                   | Medalha de ouro      | Medalha de bronze | Medalha de ouro     | Medalha de prata  |
| 2008 | Jogos Olímpicos                           | 5º               | Medalha de bronze |                      |                   | 7°                  |                   |